# Emi Koussi
Emi Koussi és un volcà d'escut piroclàstic que es troba al final sud de les muntanyes Tibesti al Sàhara central del nord del Txad. És la muntanya més alta del Txad i del Sàhara. És un dels volcans del massís Tibesti i fa 3.445 m d'altitud, alçant-se 2.300 metres per sobre de la plana sorrenca. Fa de 60 a 80 km d'ample.
Dues calderes coronen el volcà. i a nombrosos doms de lava, fluxos de lava, cons de cendra i maars.
Emi Koussi té analogies amb el volcà del planeta Mart Elysium Mons.

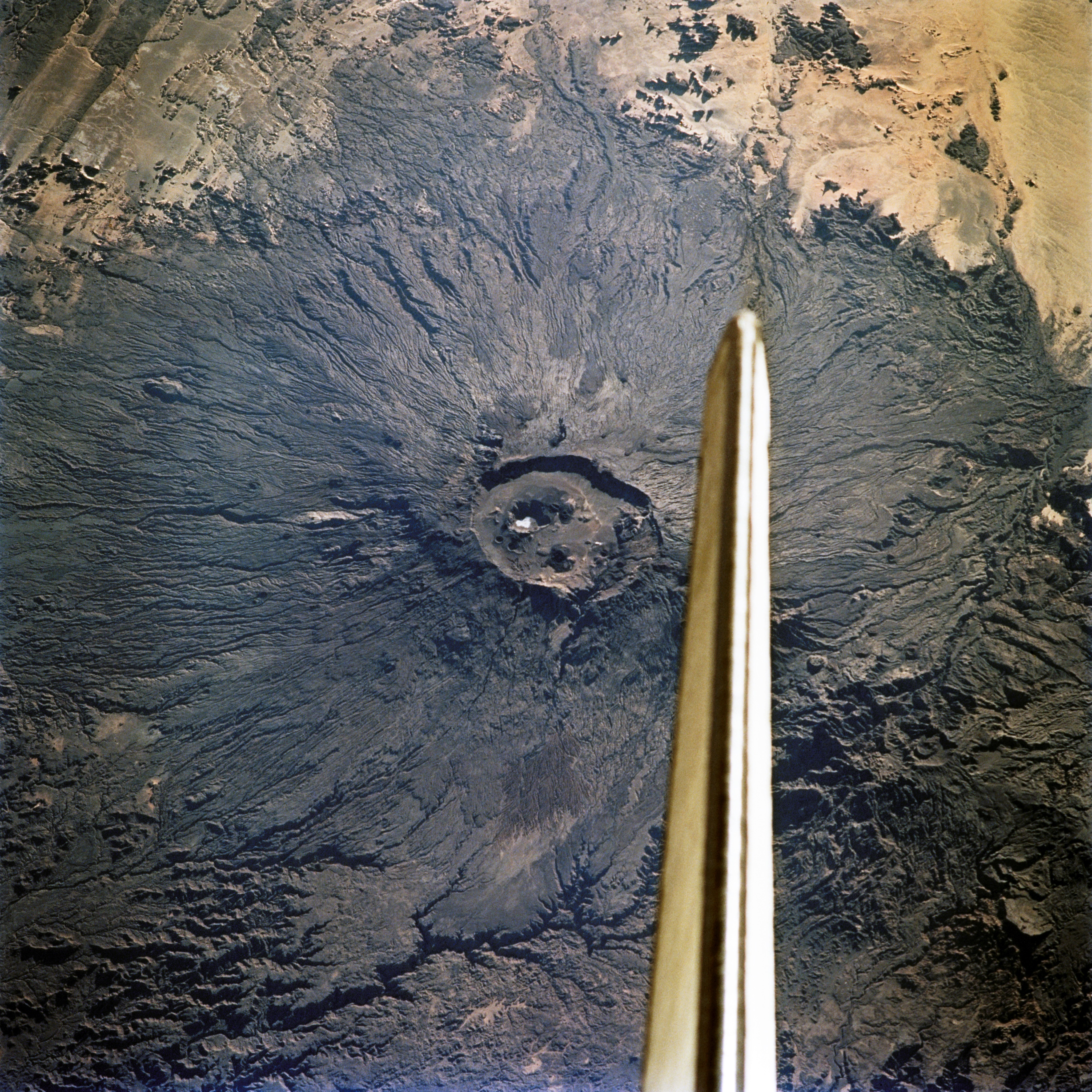
Emi Koussi fotografiat per la missió space shuttle STS-108.

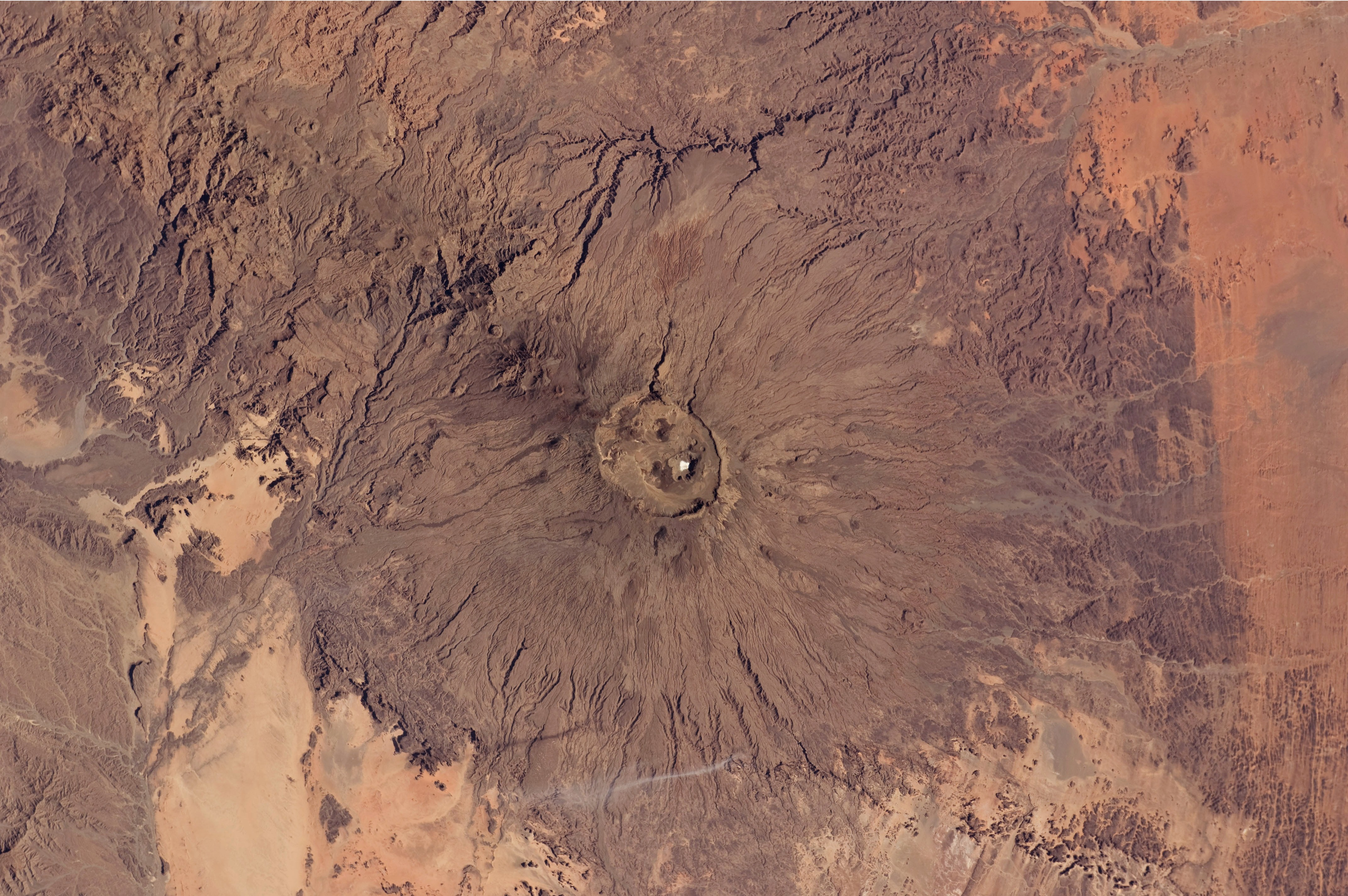
Foto de l'estructura sencera.